# Palacio de Gobierno de Chihuahua
El Palacio de Gobierno, ubicado en el Centro Histórico de la ciudad de Chihuahua, es la sede del Poder Ejecutivo Estatal. El edificio es icónico en la ciudad, ya que dentro del mismo se encuentra el "Altar a la Patria" de Miguel Hidalgo, sitio que fue ocupado por el patio del antiguo Colegio de los Jesuitas en Chihuahua en donde Hidalgo fue fusilado el 30 de julio de 1811 así como un museo temático de la Guerra de Independencia de México.

## Historia
Originalmente en sus terrenos se encontraba el Colegio de los Jesuitas en Chihuahua. En 1767, la Compañía de Jesús fue expulsada de la Nueva España y el lugar pasó a ser ocupado, en 1769, por el ejército que lo usó como prisión de Apaches así como hospital militar de improviso. El lugar pasó a ser un Hospital Militar en 1790. En ese sitio, fueron aprehendidos los insurgentes en 1811 y finalmente el 30 de julio de 1811 fue fusilado en sus patios (dentro del terreno que hoy ocupa el Palacio de Gobierno) Miguel Hidalgo, padre de la patria.
El 7 de febrero de 1828, la mitad del sitio fue designado por el Congreso General para ser destinada al Gobierno del Estado de Chihuahua y en 1831, éste ubicó en ese terreno la prisión municipal. En 1859, durante el gobierno de Benito Juárez el Gobierno Federal adquirió el terreno derivado de las Leyes de Reforma, y durante la Intervención francesa en México fue vendido a particulares para financiar el gobierno republicano de Juárez.

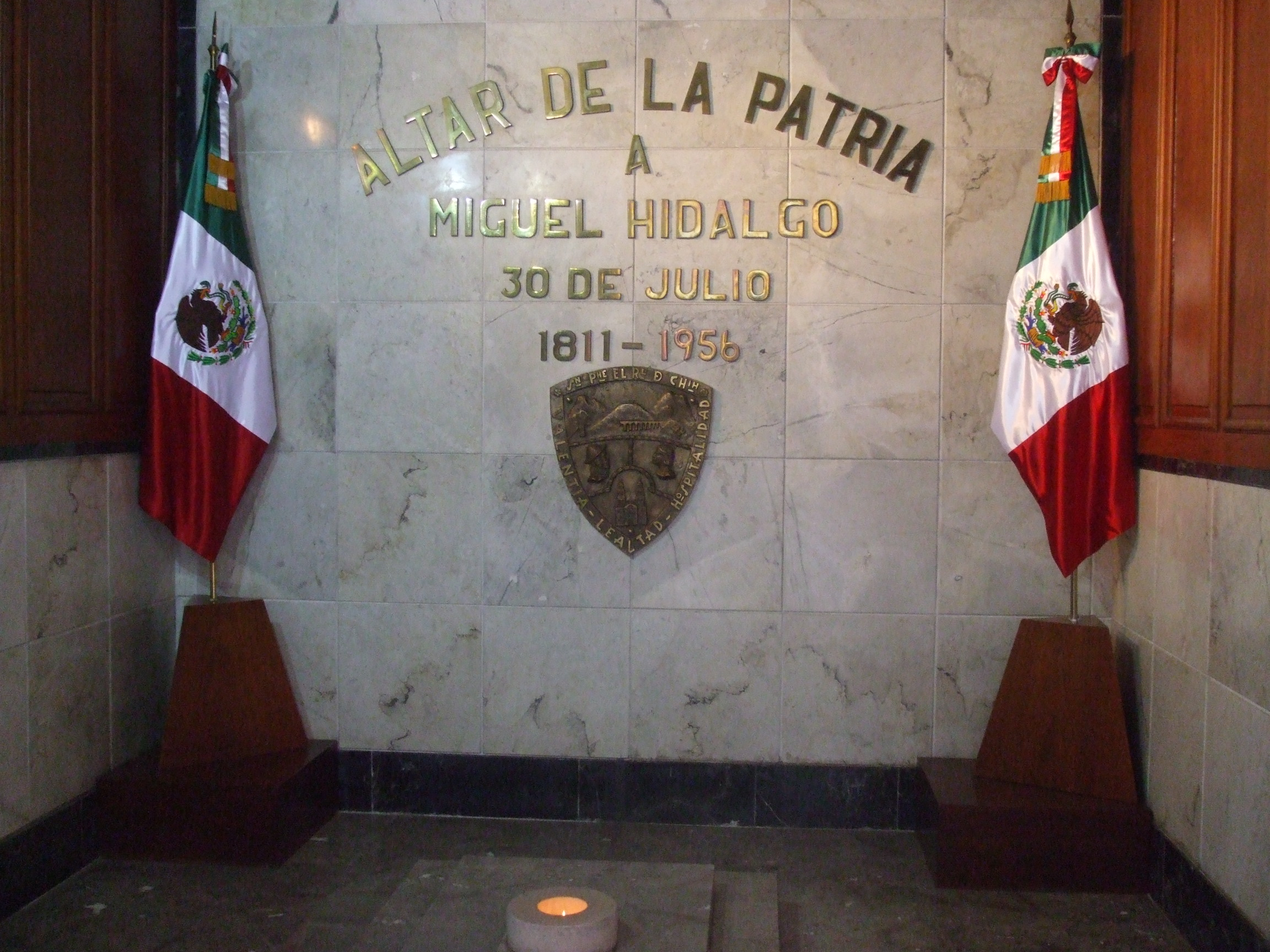
Altar de la Patria. Sitio donde fue fusilado Miguel Hidalgo.

Los terrenos del viejo Colegio de los Jesuitas en Chihuahua, fueron adquiridos de nueva cuenta por el gobierno del estado en 1878 durante la gubernatura de Ángel Trías Ochoa. Su construcción se inició el 2 de octubre de 1882 por iniciativa del gobernador Luis Terrazas y construido bajo el proyecto del ingeniero Pedro Ignacio Irigoyen con la ayuda de Enrique Esperón y Carlos Morenoy fue inaugurado el 1 de junio de 1892 por el gobernador Lauro Carrillo, y en él fue ubicado el ejecutivo estatal tras haber ocupado el edificio que hoy ocupa el Museo Casa de Juárez de Chihuahua.
El 21 de junio de 1941 el edificio se incendió, resultado de esto el archivo de la Comandancia General de las Provincias Internas quedó destruido así como el edificio inutilizable. En este incendio se encontraba un niño atrapado, los locales gritaban insaciablemente por él, cuando un joven sargento segundo de cadetes, de apenas 19 años, fuera de servicio (de vacaciones), de nombre Emilio Piñón Cárdenas, entró al edificio, arriesgando la vida a pesar de que se lo impedían, y buscó al niño, cuando intento salir del incendio, este ya había avanzado, forzando al sargento segundo de cadetes a subir al segundo piso y saltar junto con el menor, protegiéndolo con su cuerpo, salvándole así la vida.  Debido al incendio, se realizó una restauración del edificio comandada por los ingenieros Enrique Miller, Manuel O'Reilly y Carlos Ochoa y con la cual pasó de tener dos pisos a tener tres. El edificio fue reinaugurado en 1947 por el gobernador Fernando Foglio Miramontes y el presidente Miguel Alemán Valdés.
En 1959, el gobernador Teófilo Borunda ordenó la decoración de algunas de las paredes interiores de la planta baja con una serie de murales que ilustran la historia y la economía del estado. El muralista Aarón Piña Mora fue escogido para realizar el trabajo siendo el primer mural pintado el que ilustra la muerte de Miguel Hidalgo. Cuando el presidente Adolfo López Mateos visitó el estado en 1962 recomendó que el trabajo de los murales continuara y actualmente todas las paredes de la planta baja y algunas de la segunda planta tienen murales pintados.
El 17 de enero de 2001, el gobernador del estado Patricio Martínez García sufrió dentro del palacio un atentado en el cual fue víctima de un impacto de bala. El gobernador Martínez remodeló en 2004 el palacio agregando características tales como el escudo de armas del Estado y la escultura de "las cuatro razas" que se instaló una vez más en el patio central. Una estatua de Miguel Hidalgo también fue colocada.
Hacia el 16 de diciembre de 2010, fue asesinada por un desconocido a las afueras del Palacio la activista Marisela Escobedo Ortiz de un balazo en la cabeza según la prensa y gobierno. En 2012, el gobernador César Duarte Jáquez construyó un balcón apuntando a la plaza Mayor de Chihuahua sin permiso del Instituto Nacional de Antropología e Historia.
El 22 de junio de 2016 se realizaron diversos destrozos en la puerta trasera y ventanas del edificio tras haberse salido de control una protesta organizada por Jaime García Chávez en contra del gobernador César Duarte.

## Actualidad
En la actualidad el Palacio es la sede del Poder Ejecutivo del Estado, en el mismo se encuentra ubicada la oficina del Gobernador del Estado, así como las principales Secretarías del gabinete que dan apoyo al mismo, como la Secretaría General de Gobierno y la Coordinación Ejecutiva de Gabinete. El interior del edificio se encuentra resguardado por el equipo de guardias que brindan seguridad al Gobernador.
Además, el edificio cuenta con diversos salones de reuniones, que principalmente son utilizados por el gabinete estatal y en eventos institucionales, así como museos relacionados con la historia del estado, por lo que es común ver a cientos de visitantes recorriendo su interior.

## Galería de imágenes

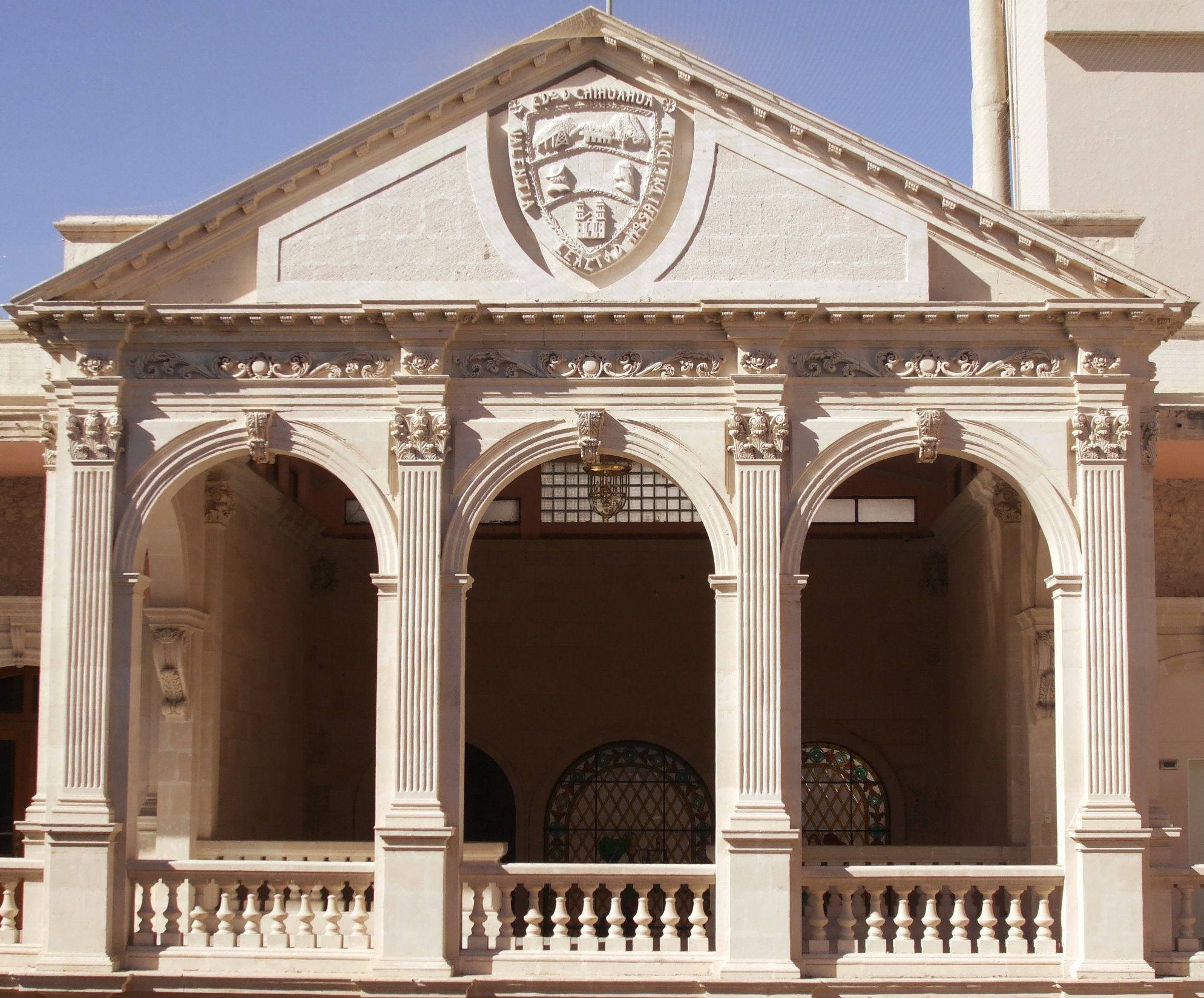
El escudo de armas del Estado en el balcón del tercer piso.
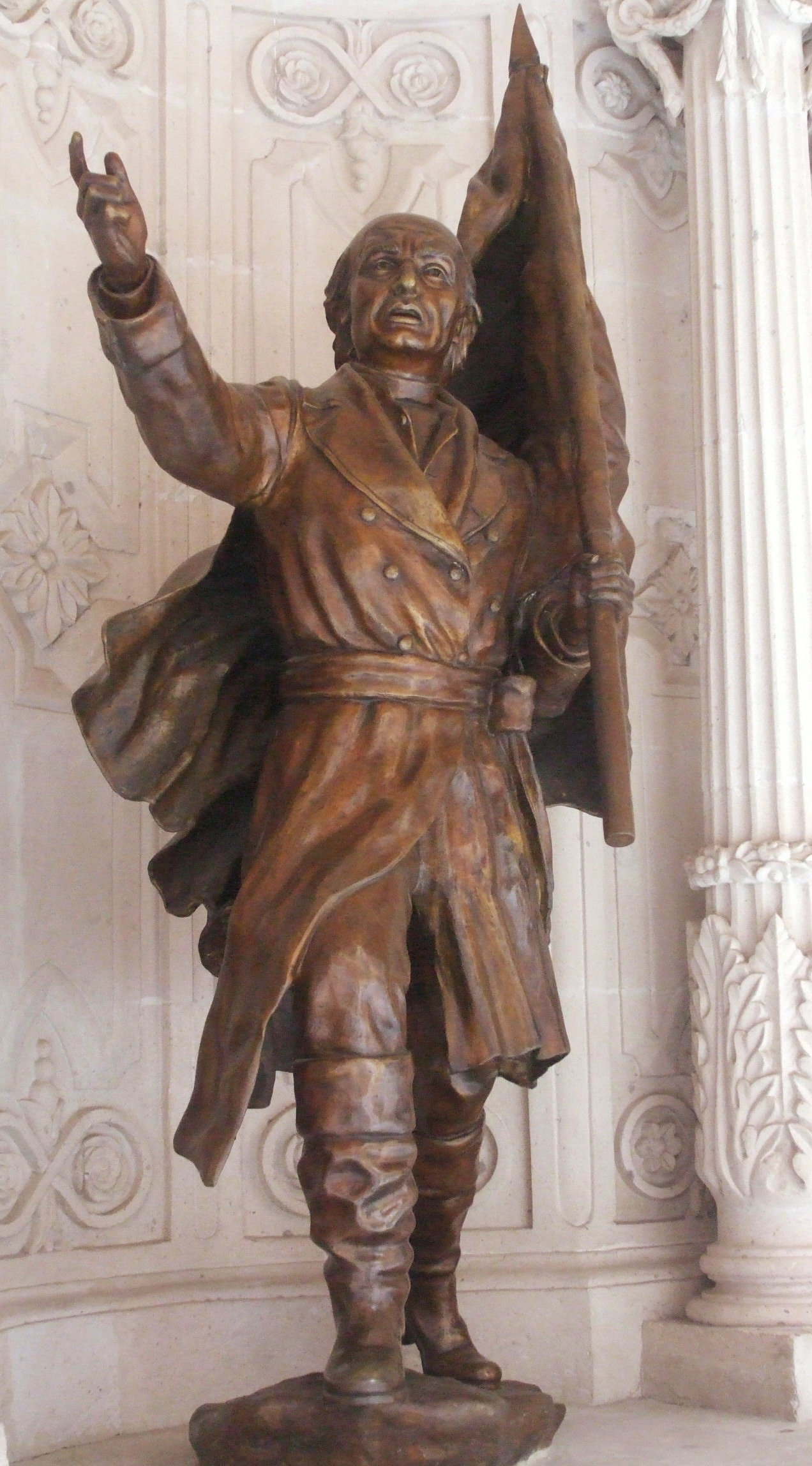
Estatua de Miguel Hidalgo en la planta baja.
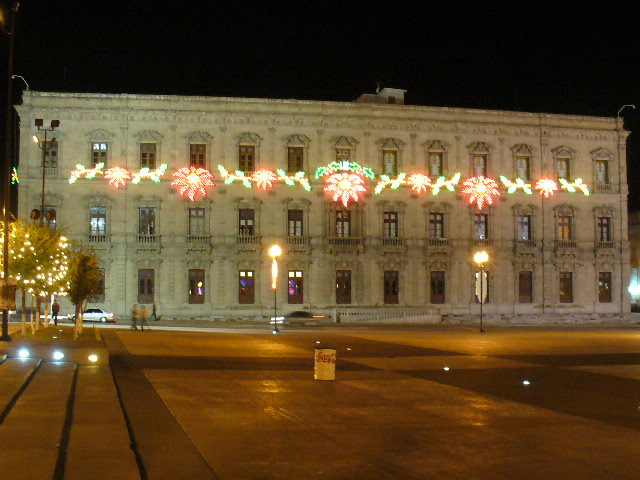
Palacio con decorado navideño visto desde la Plaza de la Grandeza de Chihuahua.
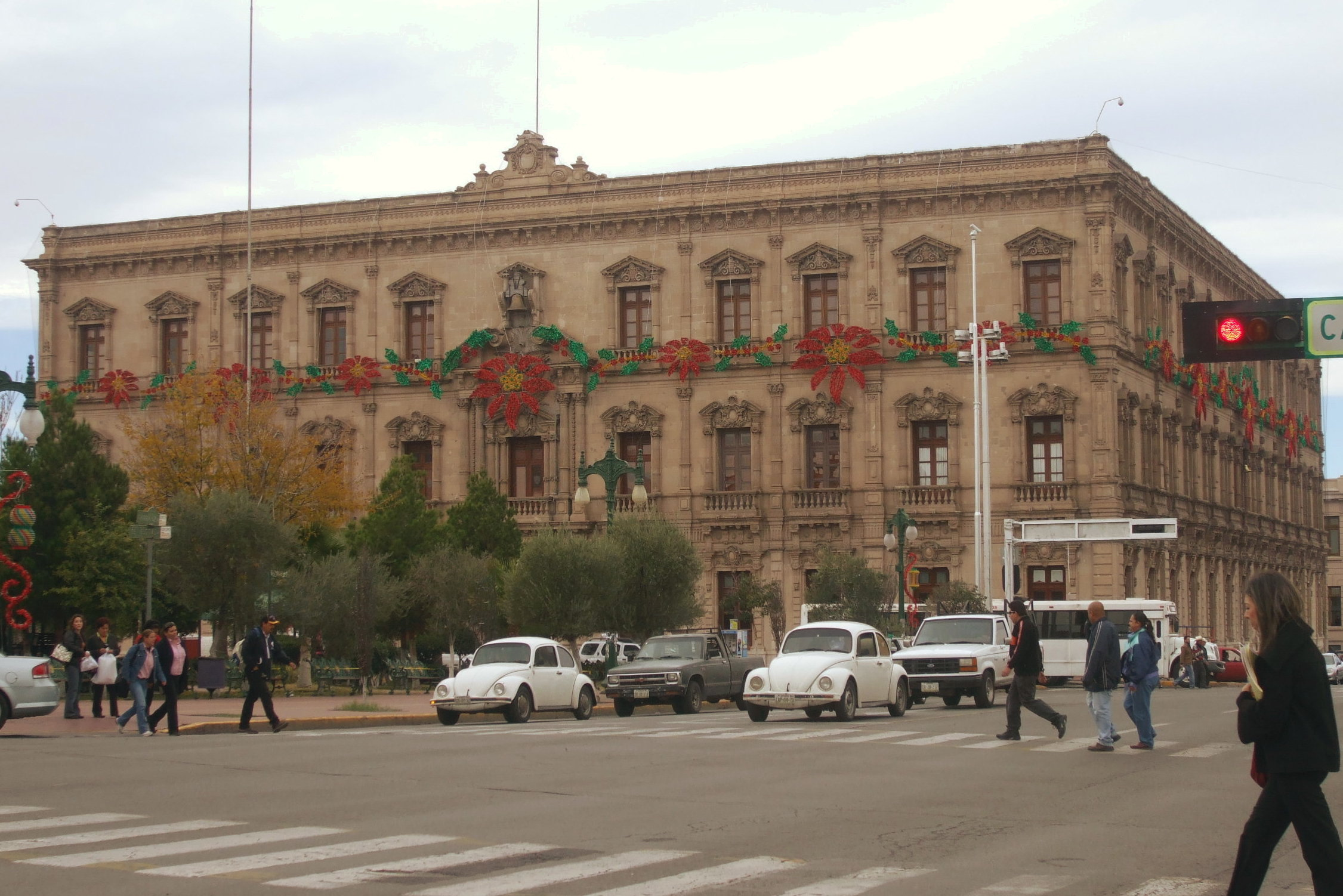
Palacio con decorado navideño visto desde la Plaza Hidalgo.
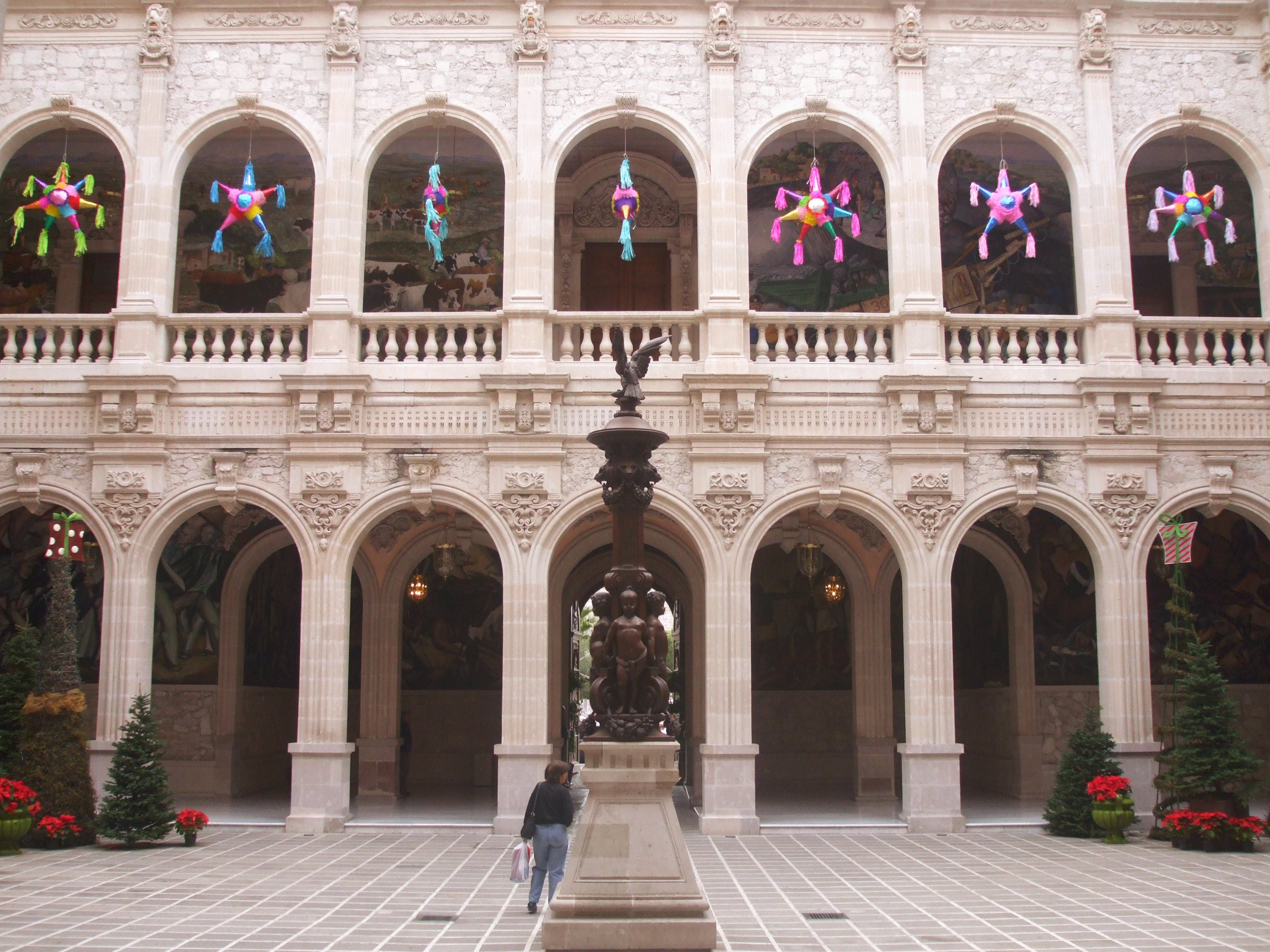
Patio del palacio.
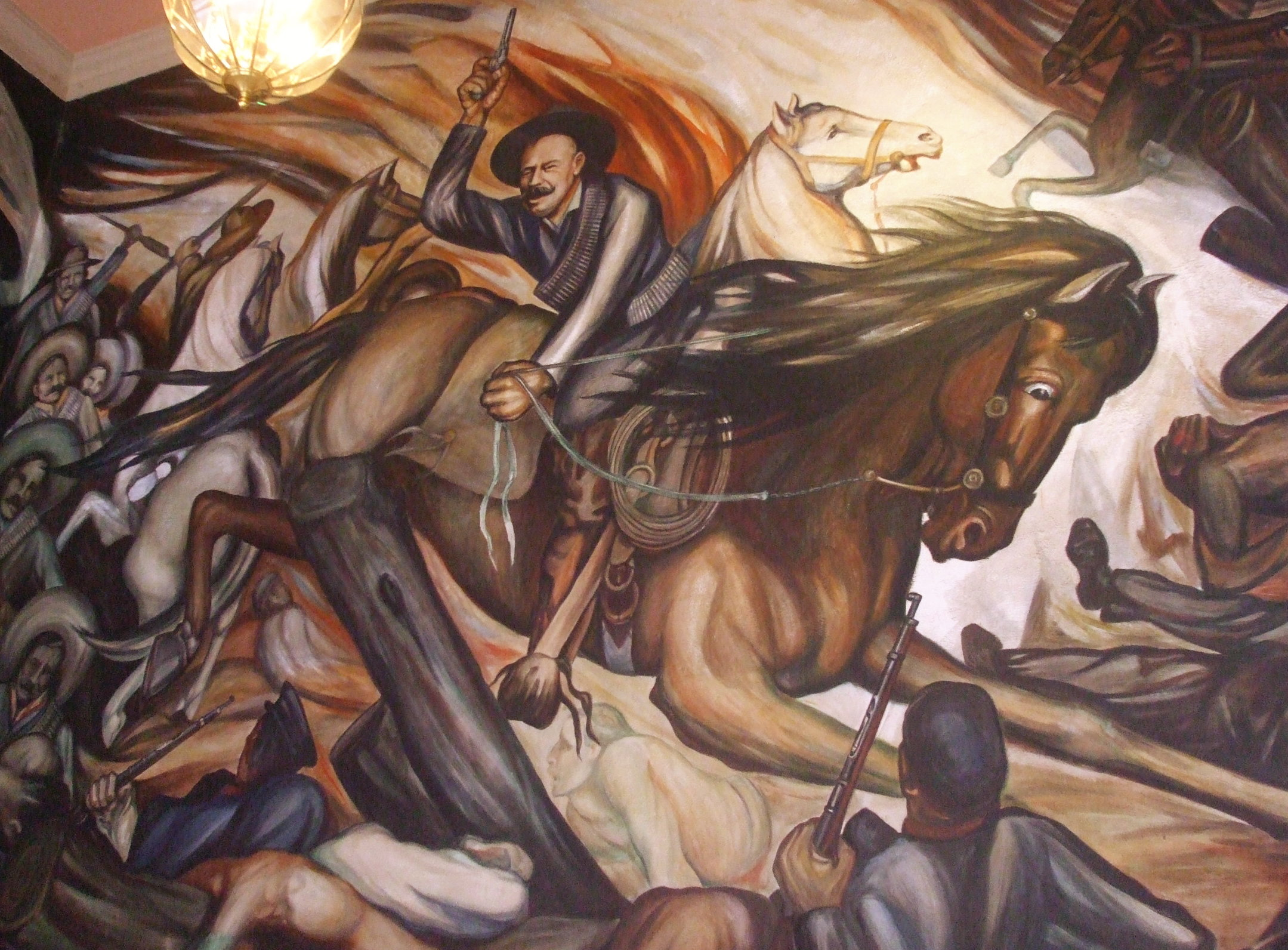
Mural de Aarón Piña representando a Pancho Villa.
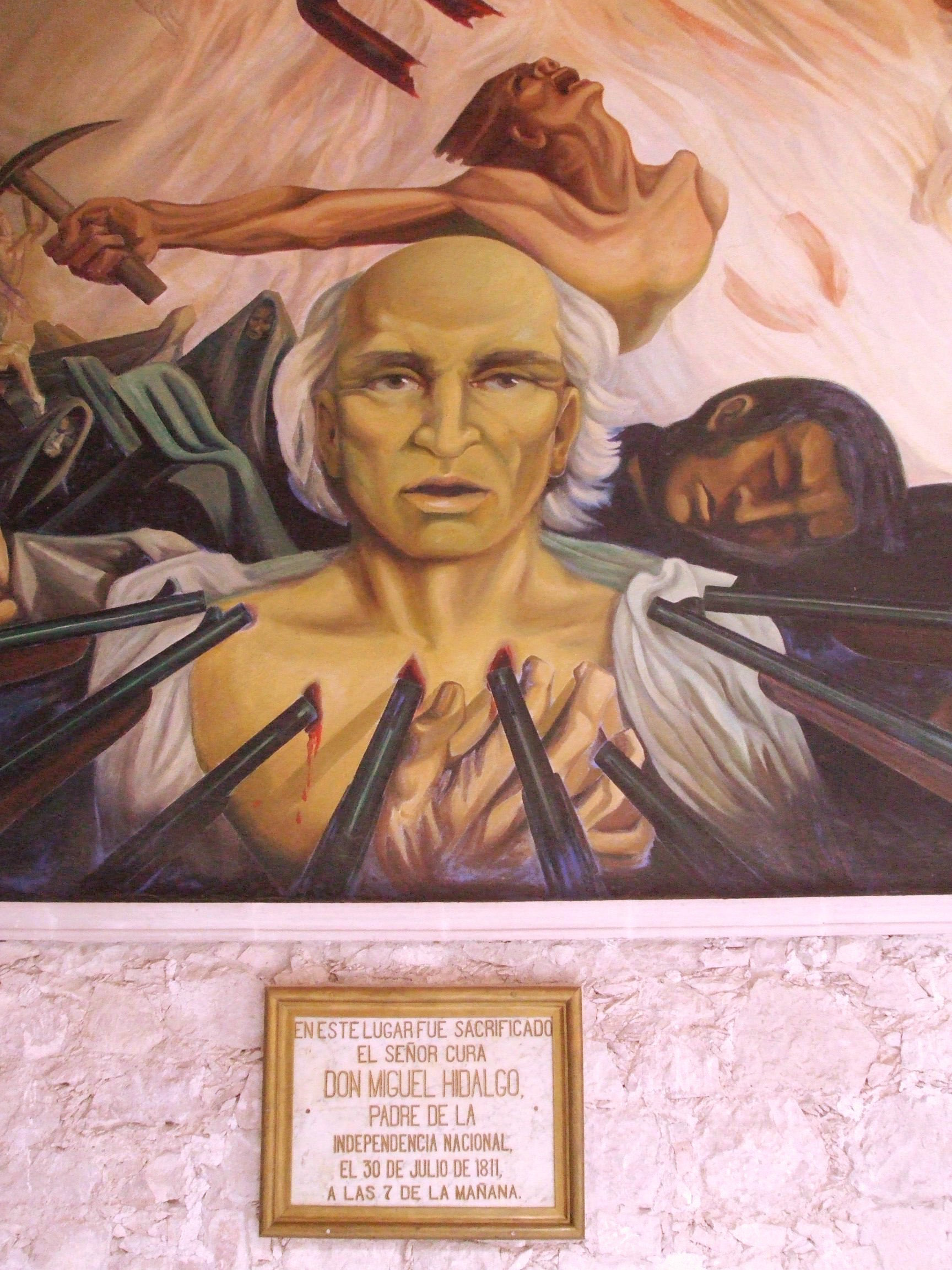
Mural del fusilamiento de Miguel Hidalgo.
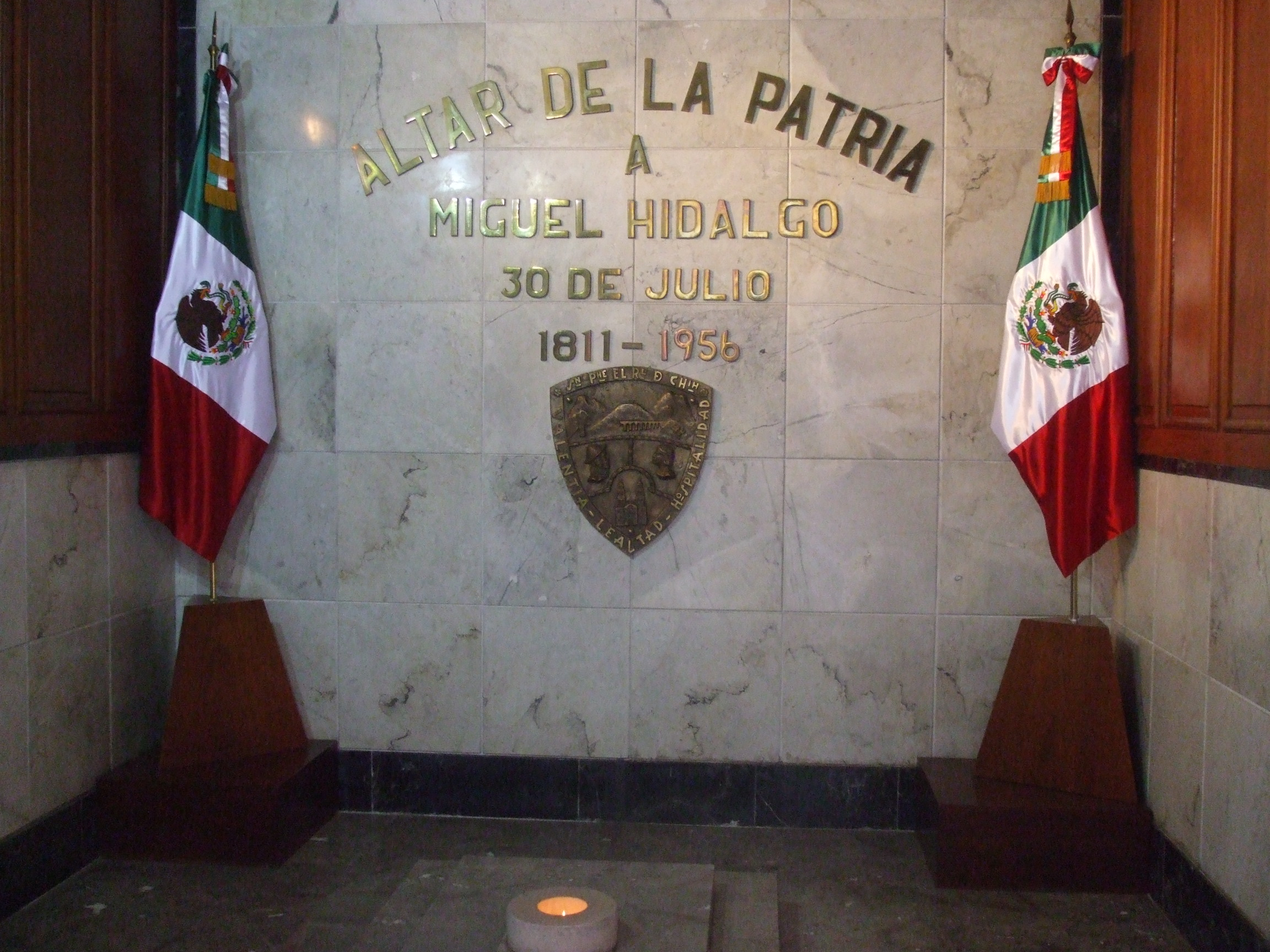
Altar a la patria, sitio en donde fue fusilado Miguel Hidalgo.
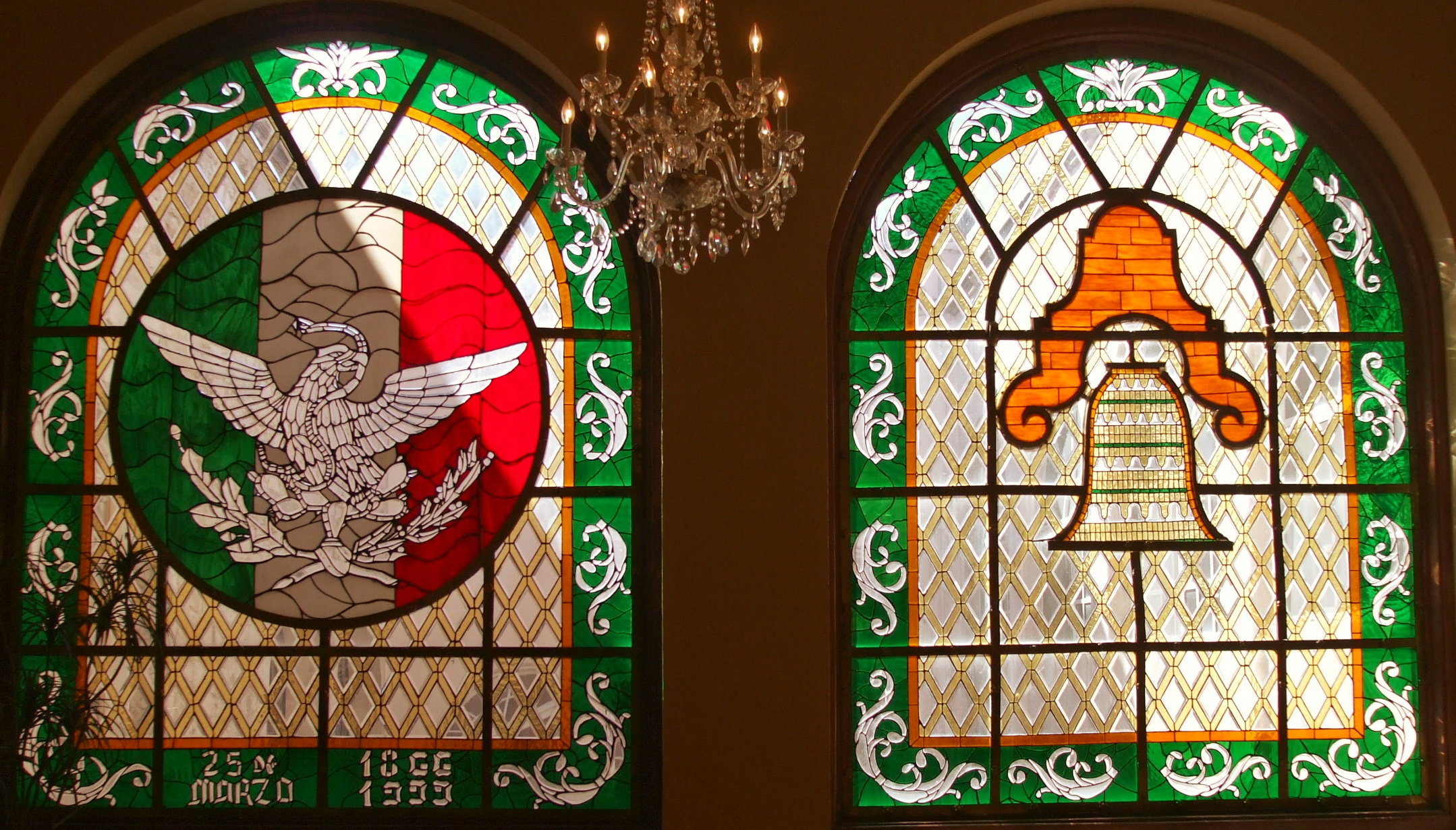
Las ventanas de la república en el segundo piso.
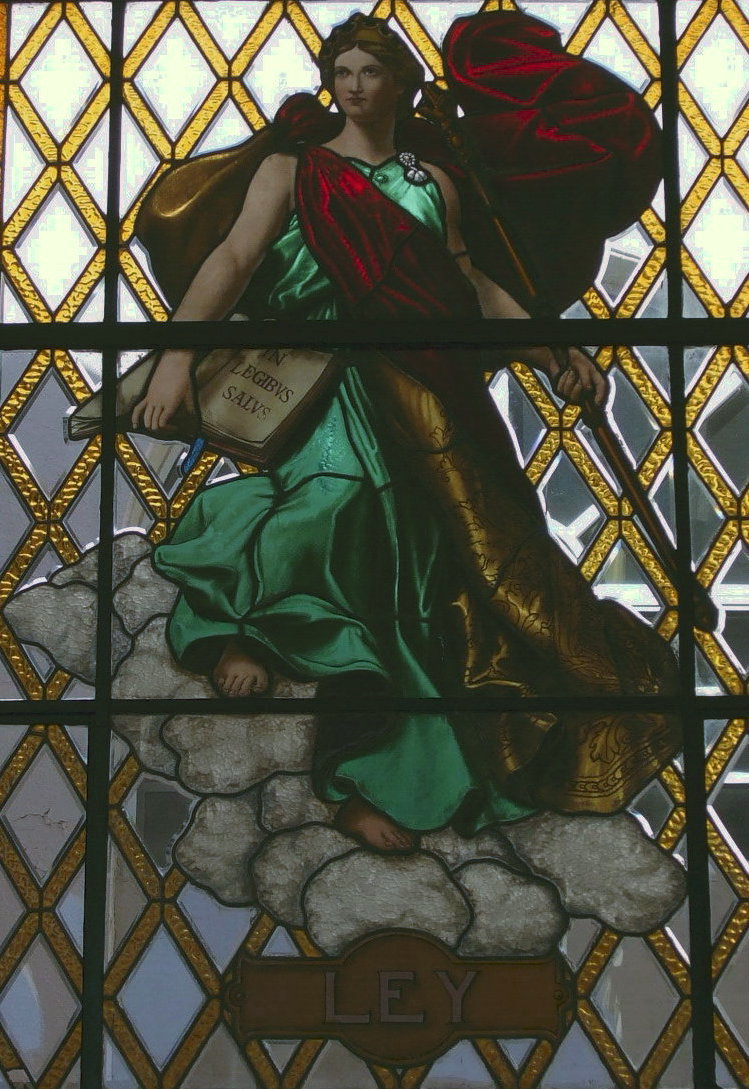
La ventana de Derecho en la escalera principal.
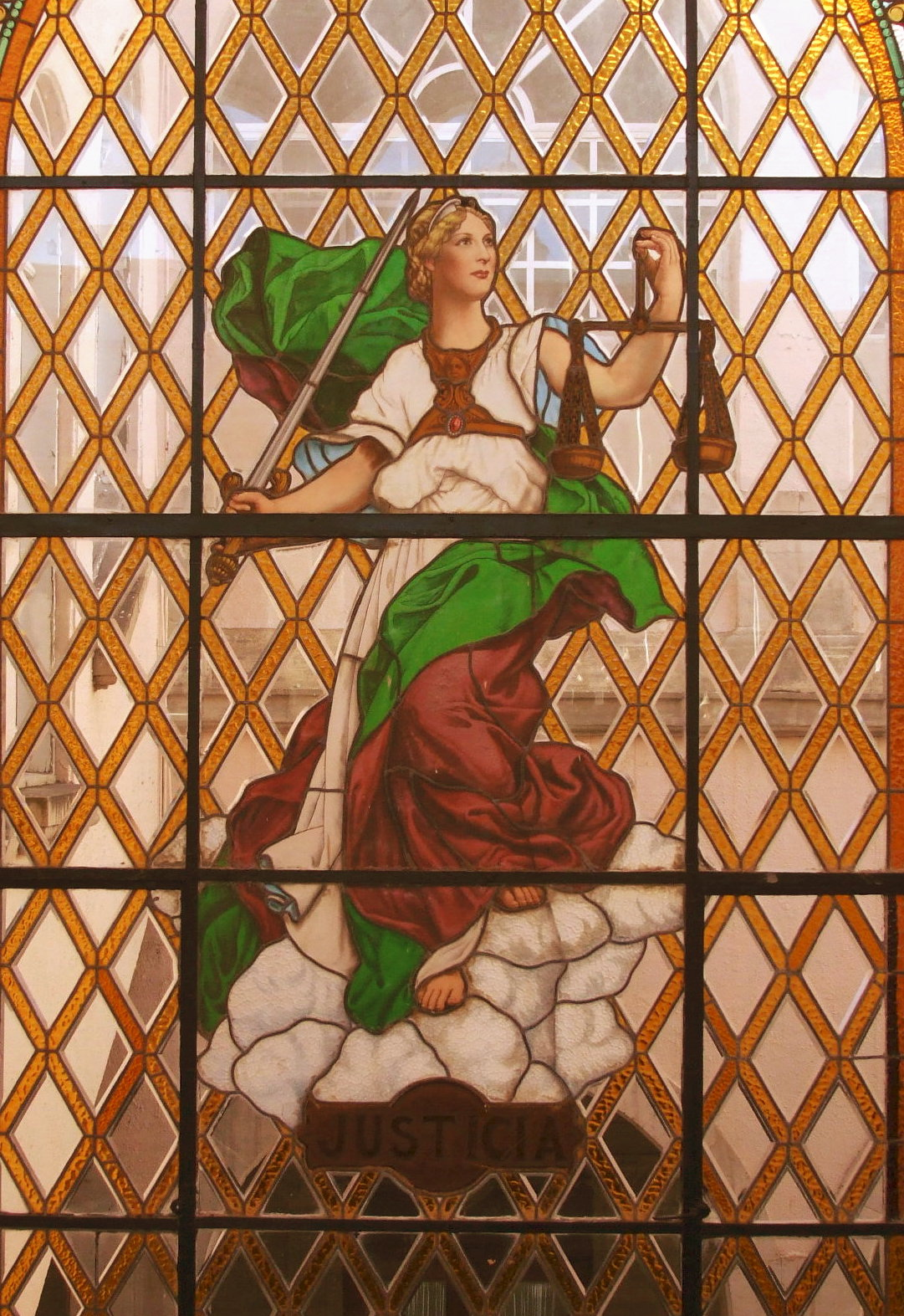
La ventana de Justicia en la escalera principal.
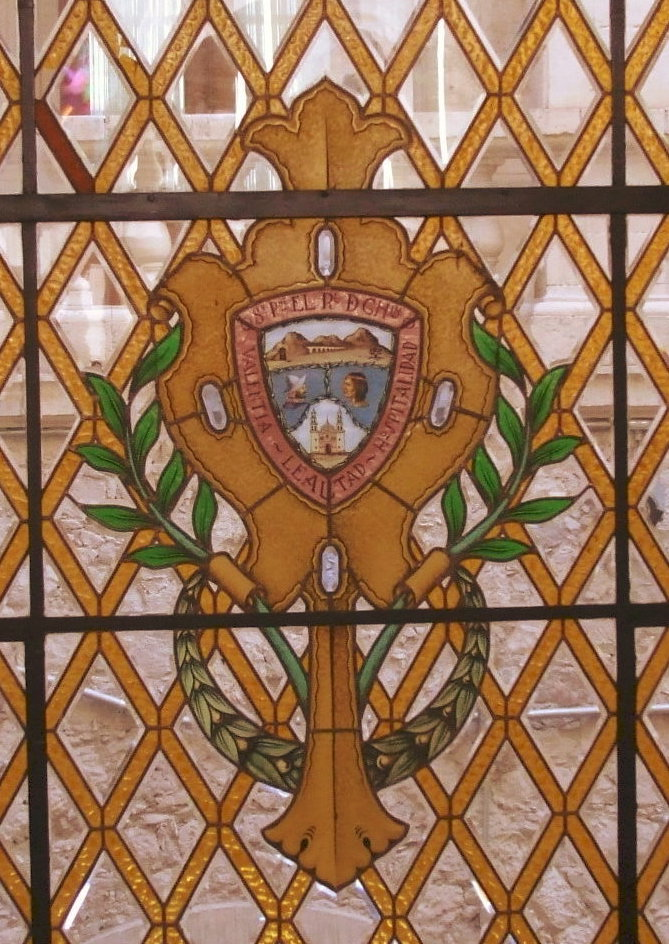
La ventana del escudo de Chihuahua en la escalera principal.
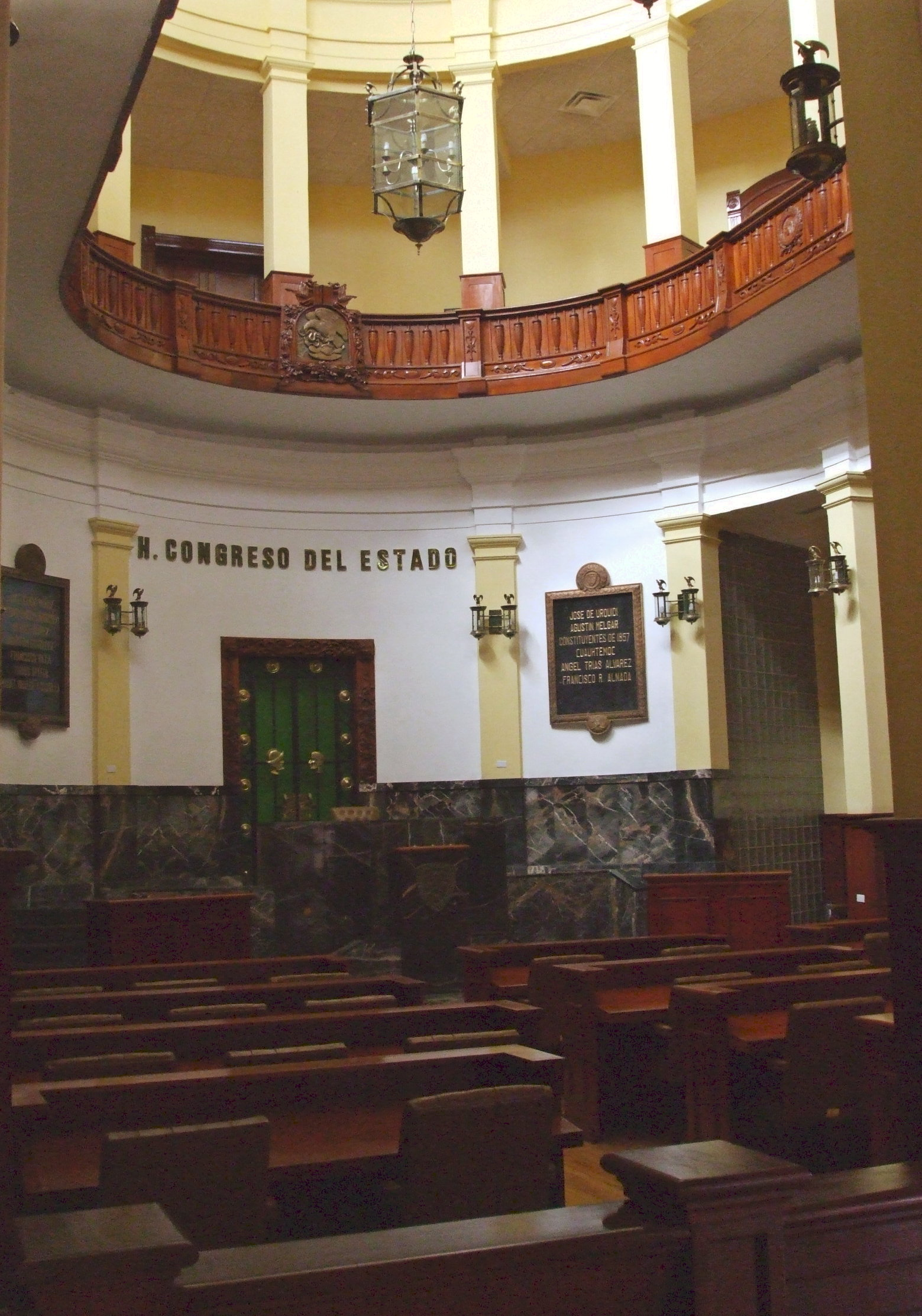
Antigua cámara del Congreso del Estado.